# Giovanni Casaretto
Pour les articles homonymes, voir Casar.
Giovanni Casaretto, abréviation botanique : Casar,  (Chiavari, 18 juillet 1810 - 1879) est un explorateur et un botaniste italien du XIXe siècle.

## Biographie
Giovanni Casaretto a notamment voyagé, en 1838-1840, au Brésil où il a réalisé un important travail sur la flore locale.

## Publications
- Novarum stirpium brasiliensium decades, Gène 1842